# Salsa Soubise
La salsa Soubise es una salsa de cebolla. La salsa Soubise era originalmente una mezcla de cebolla y mantequilla cocida a fuego lento que se usaba con diversas carnes, caza, aves y verduras que se remonta a la década de 1850. A lo largo de los años, y de la mano de muchos chefs, ahora tiene muchas variaciones. La más simple contiene 3 ingredientes, sin contar sal y pimienta. La versión francesa se basa en salsa bechamel, con la adición de puré de cebolla.

## Historia
Según un número de 1872 de la Revista Victoria, la salsa toma su nombre del Príncipe de Soubise. Es una de las salsas conocidas de la colección de Auguste Escoffier, elaborada añadiendo una bechamel espesa a las cebollas sofritas en mantequilla. Para hacer una variación con arroz y grasa de tocino en lugar de bechamel, Escoffier sugiere cocinar suavemente un arroz con alto contenido de almidón (como el arroz Carolina) con tocino graso, cebolla y consomé blanco, luego hacer puré las cebollas y el arroz antes de terminar con la mantequilla habitual y crema. Se puede agregar puré de tomate sazonado con pimentón o curry a cualquiera de las variaciones, pero Escoffier señala que se prefiere la bechamel al arroz por su consistencia más suave.
El cocinero anglo-italiano del siglo XIX Charles Elmé Francatelli sirve la salsa sobre faisán hervido con croquetas de papa.
Eliza Acton, quien dijo que la soubise era "el mejor tipo de salsa de cebolla", la sirve con cordero, sugiriendo cualquier salsa rica o salsa de pepino marrón como sustituto. Es una de las salsas que recomienda acompañar con ternera Fricandeau. Su receta de soubise inglesa reemplaza la bechamel con una rica salsa de ternera terminada con crema.